# NGC 4395
NGC 4395 é uma galáxia espiral barrada (SBm) localizada na direcção da constelação de Canes Venatici. Possui uma declinação de +33° 32' 48" e uma ascensão recta de 12 horas, 25 minutos e 48,8 segundos.
A galáxia NGC 4395 foi descoberta em 2 de Janeiro de 1786 por William Herschel.